# Baudrecourt
|  | Per a altres significats, vegeu «Baudrecourt (Alt Marne)». |

Baudrecourt és un municipi francès al departament del Mosel·la (regió de Gran Est). L'any 2007 tenia 178 habitants.

## Urbanisme
L'1 de gener de 2024 Baudrecourt  es classificà  com a municipi rural amb habitatges dispersos, segons la nova quadrícula de densitat municipal de set nivells definida per l'INSEE l'any 2022. Es troba fora de la unitat urbana. A més, la comuna forma part de la zona de captació de Metz. Aquesta zona, que agrupa 245 municipis, es classifica en àrees de 200.000 a menys de 700.000 habitants · 

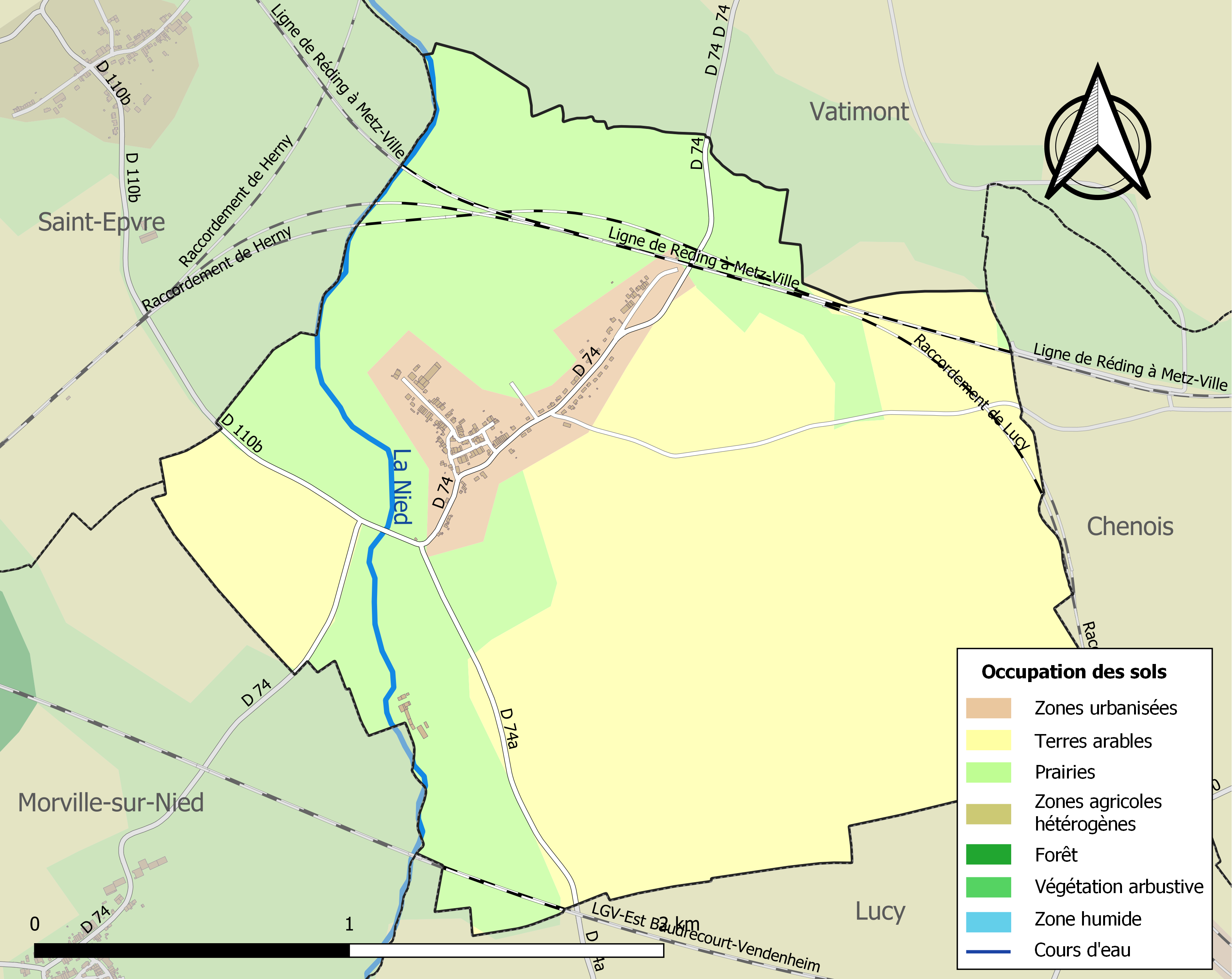
Mapa d'infraestructures i usos del sòl del municipi l'any 2018 (CLC).

L'ús del sòl del municipi, tal com es desprèn de la base de dades biofísica europea d'usos del sòl CORINE Land Cover (CLC), està marcat per la importància dels territoris agraris (93,6% el 2018), a la baixa respecte al 1990 (100%). La distribució detallada l'any 2018 és la següent: terres de conreu (58,4%), prats (35,1%), zones urbanitzades (6,4%). L'evolució de l'ús del sòl del municipi i les seves infraestructures es pot observar en les diferents representacions cartogràfiques del territori: la Carta Cassini (segle XVIII), la carte d'état-major (1820-1866) i els mapes de l'IGN o fotografies aèries del període actual (des del 1950).

## Demografia

### Població
El 2007 la població de fet de Baudrecourt era de 178 persones. Hi havia 72 famílies, de les quals 12 eren unipersonals (8 homes vivint sols i 4 dones vivint soles), 24 parelles sense fills, 24 parelles amb fills i 12 famílies monoparentals amb fills.
La població ha evolucionat segons el següent gràfic:

### Habitatges
El 2007 hi havia 85 habitatges, 72 eren l'habitatge principal de la família, 5 eren segones residències i 8 estaven desocupats. 83 eren cases i 2 eren apartaments. Dels 72 habitatges principals, 66 estaven ocupats pels seus propietaris, 4 estaven llogats i ocupats pels llogaters i 2 estaven cedits a títol gratuït; 1 tenia dues cambres, 7 en tenien tres, 14 en tenien quatre i 50 en tenien cinc o més. 56 habitatges disposaven pel capbaix d'una plaça de pàrquing. A 33 habitatges hi havia un automòbil i a 33 n'hi havia dos o més.

### Piràmide de població
La piràmide de població per edats i sexe el 2009 era:
| Homes | Edats   | Dones |
| ----- | ------- | ----- |
| 0     | 95 o +  | 0     |
| 0     | 90 a 94 | 0     |
| 4     | 85 a 89 | 4     |
| 0     | 80 a 84 | 0     |
| 0     | 75 a 79 | 4     |
| 0     | 70 a 74 | 0     |
| 8     | 65 a 69 | 8     |
| 4     | 60 a 64 | 0     |
| 4     | 55 a 59 | 0     |
| 8     | 50 a 54 | 8     |
| 4     | 45 a 49 | 4     |
| 0     | 40 a 44 | 8     |
| 24    | 35 a 39 | 8     |
| 4     | 30 a 34 | 8     |
| 12    | 25 a 29 | 4     |
| 0     | 20 a 24 | 4     |
| 4     | 15 a 19 | 12    |
| 0     | 10 a 14 | 12    |
| 0     | 5 a 9   | 0     |
| 8     | 0 a 4   | 4     |

## Economia
El 2007 la població en edat de treballar era de 124 persones, 97 eren actives i 27 eren inactives. De les 97 persones actives 91 estaven ocupades (46 homes i 45 dones) i 6 estaven aturades (5 homes i 1 dona). De les 27 persones inactives 12 estaven jubilades, 5 estaven estudiant i 10 estaven classificades com a «altres inactius».

### Ingressos
El 2009 a Baudrecourt hi havia 75 unitats fiscals que integraven 188 persones, la mediana anual d'ingressos fiscals per persona era de 22.404 €.

### Activitats econòmiques
Dels 8 establiments que hi havia el 2007, 4 eren d'empreses de construcció, 1 d'una empresa de comerç i reparació d'automòbils, 2 d'empreses de transport i 1 d'una empresa de serveis.
Dels 3 establiments de servei als particulars que hi havia el 2009, 1 era un paleta i 2 fusteries.
L'any 2000 a Baudrecourt hi havia 3 explotacions agrícoles.

## Poblacions properes
El següent diagrama mostra les poblacions més properes.